# 8e législature de la province du Canada

La 8e législature de la province du Canada siégea de 1863 jusqu'en juillet 1866. Les sessions furent tenues à Québec au Canada-Est jusqu'en 1865, et la dernière session est tenue à Ottawa au Canada-Ouest. La dissolution est effective lors de l'entrée en vigueur de l'Acte de l'Amérique du Nord britannique le 1er juillet 1867.

## Élections
Les élections se déroulent du 16 mai 1863 au 3 juillet 1863.

## Sessions
- Première: du 13 août au 15 octobre 1863[1].
- Deuxième: du 19 février au 30 juin 1864.
- Troisième: du 19 janvier au 18 mars 1865.
- Quatrième: du 8 août au 18 septembre 1865.
- Cinquième: du 8 juin au 15 août 1866.

## Représentants de la couronne
- Charles Stanley Monck, gouv. (13 août 1863 — 15 août 1866)

## Président de l'Assemblée
- Lewis Wallbridge (13 août 1863 — 15 août 1866)

## Présidents du Conseil
- Ulric-Joseph Tessier (13 août 1863 — 15 août 1866)

## Premiers ministres
- John Sandfield Macdonald et Antoine-Aimé Dorion du début de la législature au 29 mars 1864[1].
- Étienne-Paschal Taché et John A. Macdonald du 30 mars 1864 au 6 août 1865.
- Narcisse-Fortunat Belleau et John A. Macdonald du 7 août 1865 au 1er juillet 1867.

## Députés

### Canada-Est
| Comté               | Député                                     | Parti                |
| ------------------- | ------------------------------------------ | -------------------- |
| Argenteuil          | John Joseph Caldwell Abbott                | Libéral              |
| Bagot               | Maurice Laframboise                        | Rouge                |
| Beauce              | Henri-Elzéar Taschereau                    | Bleu                 |
| Beauharnois         | Paul Denis                                 | Bleu                 |
| Bellechasse         | Édouard Rémillard                          | Rouge                |
| Berthier            | Anselme-Homère Pâquet                      | Rouge                |
| Bonaventure         | Théodore Robitaille                        | Bleu                 |
| Brome               | Christopher Dunkin                         | Conservateur         |
| Chambly             | Charles-Eugène Boucher de Boucherville     | Bleu                 |
| Champlain           | John Jones Ross                            | Bleu                 |
| Charlevoix          | Adolphe Gagnon                             | Rouge                |
| Châteauguay         | Luther Hamilton Holton                     | Rouge                |
| Chicoutimi-Saguenay | David Edward Price                         | Conservateur         |
|                     | Pierre-Alexis Tremblay (1865)              | Libéral              |
| Compton             | John Henry Pope                            | Conservateur         |
| Deux-Montagnes      | Jean-Baptiste Daoust                       | Réformiste           |
| Dorchester          | Hector-Louis Langevin                      | Bleu                 |
| Drummond—Arthabaska | Jean-Baptiste-Éric Dorion                  | Rouge                |
| Gaspé               | John Le Boutillier                         | Bleu                 |
| Hochelaga           | Antoine-Aimé Dorion                        | Rouge                |
| Huntingdon          | Robert Brown Somerville                    | Indépendant          |
| Iberville           | Alexandre Dufresne                         | Rouge                |
| Jacques-Cartier     | François-Zéphirin Tassé                    | Bleu                 |
|                     | Guillaume Gamelin Gaucher (1864)           | Bleu                 |
| Joliette            | Hippolite Cornellier                       | Bleu                 |
| Kamouraska          | Jean-Charles Chapais                       | Bleu                 |
| Laprairie           | Alfred Pinsonneault                        | Bleu                 |
| L'Assomption        | Alexandre Archambault                      | Rouge                |
| Laval               | Joseph-Hyacinthe Bellerose                 | Bleu                 |
| Lévis               | Joseph-Godric Blanchet                     | Bleu                 |
| L'Islet             | Louis-Bonaventure Caron                    | Rouge                |
| Lotbinière          | Henri-Gustave Joly de Lotbinière           | Rouge                |
| Maskinongé          | Moïse Houde                                | Rouge                |
| Mégantic            | George Irvine                              | Conservateur         |
| Missisquoi          | James O'Halloran                           | Rouge                |
| Montcalm            | Joseph Dufresne                            | Bleu                 |
| Montmagny           | Joseph-Octave Beaubien                     | Bleu                 |
| Montmorency         | Joseph-Édouard Cauchon                     | Bleu                 |
| Montréal-Centre     | John Rose                                  | Conservateur         |
| Montréal-Est        | George-Étienne Cartier                     | Bleu                 |
| Montréal-Ouest      | Thomas D'Arcy McGee                        | Conservateur         |
| Napierville         | Sixte Coupal dit la Reine                  | Rouge                |
| Nicolet             | Joseph Gaudet                              | Bleu                 |
| Ottawa              | Alonzo Wright                              | Conservateur         |
| Pontiac             | John Poupore                               | Bleu                 |
| Portneuf            | Jean-Docile Brousseau                      | Libéral-conservateur |
| Comté de Québec     | François Évanturel                         | Liberal              |
| Québec-Centre       | Georges-Honoré Simard                      | Bleu                 |
| Québec-Ouest        | Charles Joseph Alleyn                      | Conservateur         |
| Québec-Est          | Pierre-Gabriel Huot                        | Rouge                |
| Richelieu           | Joseph-Xavier Perrault                     | Rouge                |
| Richmond-Wolfe      | William Hoste Webb                         | Conservateur         |
| Rimouski            | George Sylvain                             | Bleu                 |
| Rouville            | Joseph-Napoléon Poulin                     | Bleu                 |
| Saint-Hyacinthe     | Louis-Victor Sicotte                       | Bleu                 |
|                     | Rémi Raymond (1863)                        | Bleu                 |
| Saint-Jean          | François Bourassa                          | Rouge                |
| Saint-Maurice       | Charles Gérin-Lajoie                       | Rouge                |
| Shefford            | Lucius Seth Huntington                     | Rouge                |
| Sherbrooke          | Alexander Tilloch Galt                     | Libéral-conservateur |
| Soulanges           | William Duckett                            | Conservateur         |
| Stanstead           | Albert Knight                              | Conservateur         |
| Témiscouata         | Jean-Baptiste Pouliot                      | Rouge                |
| Terrebonne          | Louis Labrèche-Viger                       | Rouge                |
| Trois-Rivières      | Joseph-Édouard Turcotte                    | Bleu                 |
|                     | Louis-Charles Boucher de Niverville (1865) | Bleu                 |
| Vaudreuil           | Antoine Chartier de Lotbinière Harwood     | Conservateur         |
| Verchères           | Félix Geoffrion                            | Rouge                |
| Yamaska             | Moïse Fortier                              | Rouge                |

### Canada-Ouest
| Comté                    | Député                        | Parti                |
| ------------------------ | ----------------------------- | -------------------- |
| East Brant               | John Young Bown               | Libéral-conservateur |
| West Brant               | Edmund Burke Wood             | Réformiste           |
| Brockville               | Fitzwilliam Henry Chambers    | Réformiste           |
| Carleton                 | William F Powell              | Conservateur         |
| Cornwall                 | John Sandfield Macdonald      | Réformiste           |
| Dundas                   | John Sylvester Ross           | Conservateur         |
| East Durham              | John Shuter Smith             | Réformiste           |
| West Durham              | Henry Munro                   | Réformiste           |
| East Elgin               | Leonidas Burwell              | Réformiste           |
| West Elgin               | John Scoble (1863)            | Réformiste           |
| Essex                    | Arthur Rankin                 | Réformiste           |
| Frontenac                | William Ferguson              | Conservateur         |
| Glengarry                | Donald Alexander Macdonald    | Réformiste           |
| Grenville                | Walter Shanly                 | Libéral-conservateur |
| Grey                     | George Jackson                | Conservateur         |
| Haldimand                | David Thompson                | Réformiste           |
| Halton                   | John White                    | Réformiste           |
| Hamilton                 | Isaac Buchanan                | Conservateur         |
|                          | Charles Magill (1866)         | Libéral              |
| North Hastings           | Thomas Campbell Wallbridge    | Réformiste           |
| South Hastings           | Lewis Wallbridge              | Réformiste           |
| Huron & Bruce            | James Dickson                 | Réformiste           |
| Kent                     | Archibald McKellar            | Réformiste           |
| Kingston                 | John A. Macdonald             | Libéral-Conservateur |
| Lambton                  | Alexander Mackenzie           | Réformiste           |
| North Lanark             | Robert Bell                   | Réformiste           |
|                          | William McDougall (1864)      | Réformiste           |
| South Lanark             | Alexander Morris              | Conservateur         |
| North Leeds et Grenville | Francis Jones                 | Réformiste           |
| South Leeds              | Albert Norton Richards        | Réformiste           |
|                          | David Ford Jones (1864)       |                      |
| Lennox et Addington      | Richard John Cartwright       | Conservateur         |
| Lincoln                  | William McGiverin             | Réformiste           |
| London                   | John Carling                  | Libéral-conservateur |
| East Middlesex           | Crowell Willson               | Réformiste           |
| West Middlesex           | Thomas Scatcherd              | Réformiste           |
| Niagara (ville)          | John Simpson                  | Conservateur         |
|                          | Angus Morrison (1864)         | Réformiste           |
| Norfolk                  | Aquila Walsh                  | Conservateur         |
| East Northumberland      | James Biggar                  | Réformiste           |
| West Northumberland      | James Cockburn                | Libéral-conservateur |
| North Ontario            | William McDougall             | Réformiste           |
|                          | Matthew Crooks Cameron (1864) | Conservateur         |
| South Ontario            | Oliver Mowat                  | Réformiste           |
|                          | Thomas Nicholson Gibbs (1864) | Réformiste           |
| Ottawa                   | Joseph Merrill Currier        | Conservateur         |
| North Oxford             | Hope Fleming Mackenzie        | Réformiste           |
|                          | Thomas Oliver (1866)          | Réformiste           |
| South Oxford             | George Brown                  | Réformiste           |
| Peel                     | John Hillyard Cameron         | Conservateur         |
| Perth                    | Robert MacFarlane             | Réformiste           |
| Peterborough             | Wilson Seymour Conger         | Indépendant          |
|                          | Frederick W. Haultain (1864)  | Conservateur         |
| Prescott                 | Thomas Higginson              | Conservateur         |
| Prince Edward            | Walter Ross                   | Réformiste           |
| Renfrew                  | Robert McIntyre               | Réformiste           |
| Russell                  | Robert Bell                   | Conservateur         |
| North Simcoe             | Thomas David McConkey         | Réformiste           |
| South Simcoe             | Thomas Roberts Ferguson       | Conservateur         |
| Stormont                 | Samuel Ault                   | Réformiste           |
| East Toronto             | Alexander Mortimer Smith      | Réformiste           |
| West Toronto             | John Macdonald                | Réformiste           |
| Victoria                 | James W Dunsford              | Réformiste           |
| North Waterloo           | Michael Hamilton Foley        | Réformiste           |
|                          | Isaac Erb Bowman (1864)       | Réformiste           |
| South Waterloo           | James Cowan                   | Réformiste           |
| Welland                  | Thomas Clark Street           | Conservateur         |
| North Wellington         | Thomas Sutherland Parker      | Réformiste           |
| South Wellington         | David Stirton                 | Réformiste           |
| North Wentworth          | William Notman                | Réformiste           |
|                          | James McMonies (1865)         | Réformiste           |
| South Wentworth          | Joseph Rymal                  | Réformiste           |
| East York                | Amos Wright                   | Réformiste           |
| North York               | James Pearson Wells           | Réformiste           |
| West York                | William Pearce Howland        | Réformiste           |